# کیچیجی تاماسو

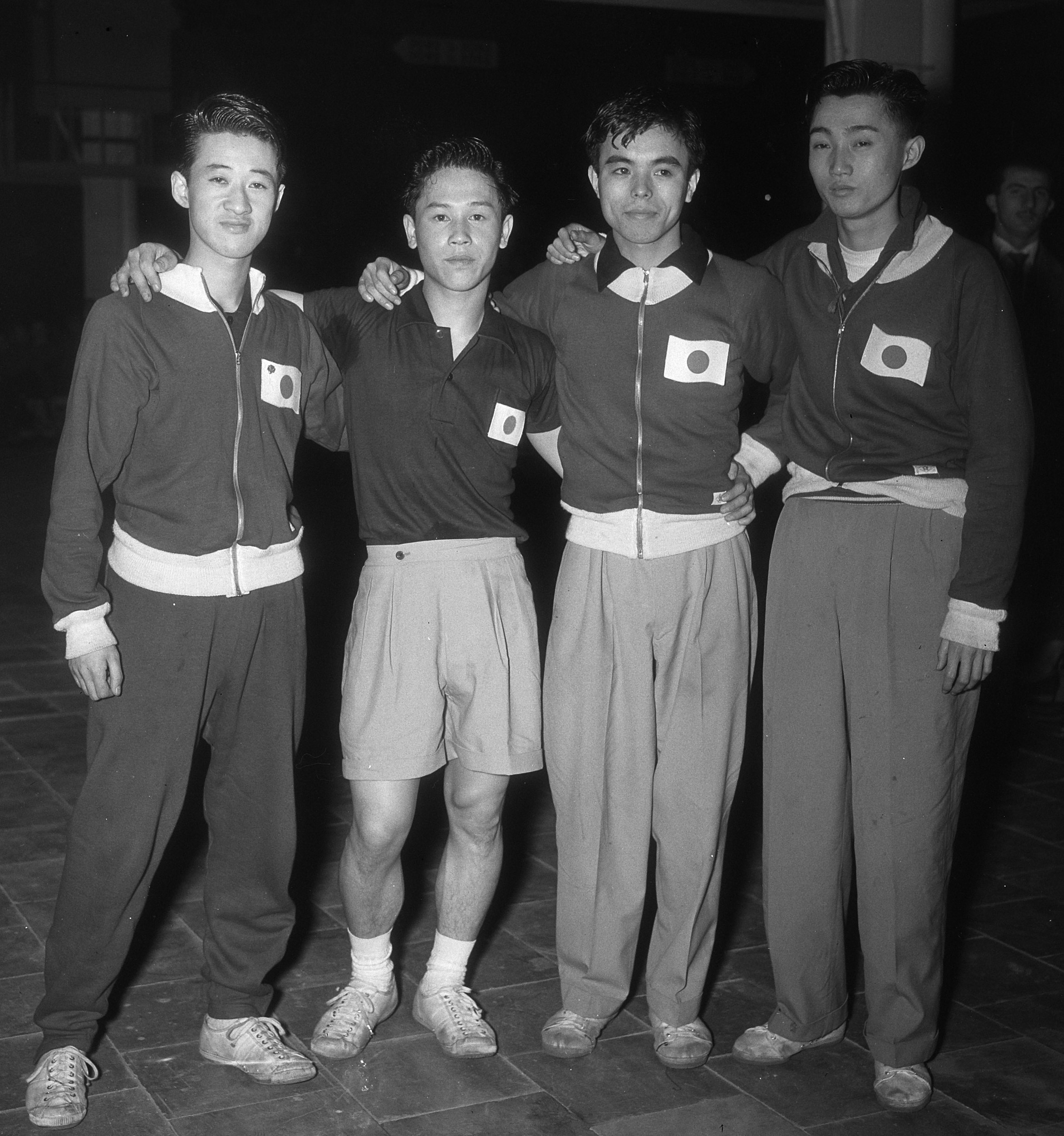
تصویری از کیچیجی تاماسو

کیچیجی تاماسو (انگلیسی: Kichiji Tamasu؛ ۱۹۳۵ – ۱۹۵۶) یک بازیکن تنیس روی میز اهل ژاپن بود. 
وی در مسابقات کشوری و بین‌المللی در مجموع برنده ۲ مدال طلا شده‌است.